# Il a jamais tué personne, mon papa
Il a jamais tué personne, mon papa est un récit de Jean-Louis Fournier publié en 1999,. 

## Résumé
Le narrateur décrit la relation de son père avec sa famille par de courtes anecdotes. Ce père est médecin dans une ville du nord de la France. Il est apprécié de ses patients mais est aussi la risée de ses concitoyens car il termine chacune de ses journées avec ses « amis » dans un bar. Il est intrinsèquement un bon père de famille mais sa femme et ses enfants craignent son retour, le soir, se demandant quel sera son comportement après les nombreux verres qu'il aura bus.